# Велохора
Велохора (рум. Velohora) — это ежегодный велопробег по улицам Кишинёва, самый масштабный не только на территории Молдовы, но и всего постсоветского пространства.
Первый заезд состоялся в 2009 году — чуть меньше 1 000 участников..
В 2016 году на мероприятии приняли участие 14 000 велосипедистов.